# 俄何焼戈
俄何焼戈（がかしょうか）は、小説『三国志演義』における羌族の武将。正史では餓何と焼戈という二人の人物がいる（魏志「郭淮伝」）。

## 三国志演義
蜀漢の姜維が北伐を行なった際、援軍を要請された迷当大王は、俄何焼戈に兵5万を率いさせ、魏軍を攻撃する。しかし、俄何焼戈は魏の陳泰の偽りの降伏を受け入れたため、落とし穴に誘導され敗北し、自刎するというように描かれている。

## 餓何
餓何（がか、？ - 247年）は、中国三国時代に隴西・南安・金城・西平の諸郡で活動した羌族の首領の一人。「俄何」ではない。
247年、焼戈・伐同・蛾遮塞・治無戴らと同時期に魏に対して蜂起し、魏の城や邑を攻撃した。また蜀漢の姜維も、これに呼応して魏に攻め込んだ。しかし、魏の郭淮は蜀漢軍の行動を適切に読み、諸将の反対を制して、まず為翅を守る夏侯覇の援軍に赴き、予想通りその地点に現れた姜維の北上を退けた上で賊の討伐に向かった。賊軍はこうして敗れ、餓何は焼戈と共に斬り殺された。

## 焼戈
焼戈（しょうか、? - 247年）は、中国三国時代に隴西・南安・金城・西平の諸郡で活動した羌族の首領の一人。
餓何と同じく魏に蜂起するが、郭淮に敗れて餓何と共に斬り殺された。餓何・焼戈の軍勢で、魏に降伏した者は万を数えたという。正史では陳泰はこの戦役に従軍しておらず、また迷当が活動したのはこれ以前の240年のことである。